# Ocna Mureș
Ocna Mureș, in passato Uioara, (in ungherese Marosújvár, in tedesco Miereschhall), è una città della Romania di 15 172 abitanti, ubicata nel distretto di Alba, nella regione storica della Transilvania.